# Однородно ускоренная система отсчёта
Однородно ускоренная система отсчета – система отсчета, в которой каждая точка движется с одинаковым постоянным ускорением в собственной системе отсчета, т.е. в системе, где эта точка неподвижна.
Если в ньютоновской механике описание однородно ускоренной системы не представляет трудностей, то релятивистское такой системы отсчета требует отказа от стереотипов бытового предоставления о движении. Кроме того, дополнительная трудность – специальная теория относительности может описать движение только в инерциальных системах отсчета. Поэтому ускорение (неподвижной) точки в собственной системе отсчета описывается с помощью символов Кристоффеля{\displaystyle {d^{2}x^{i} \over dt^{2}}=c^{2}\Gamma _{00}^{i},}Следовательно, в однородно ускоренной системе или в однородном гравитационном поле все {\textstyle \Gamma _{00}^{i}=const}.

## История
Первая успешная попытка была сделана в 1907, в знаменитой работе А. Эйнштейна. Здесь Эйнштейн предложил принцип эквивалентности, который стал мощным инструментом релятивистской теории гравитации – общей теории относительности. Здесь же получен первый результат будущей теории – доказано, что в ускоренной системе темп хода часов зависит не только от скорости, но и от потенциала поля {\textstyle \phi } (инерции или гравитации). Для нулевой скорости:{\displaystyle d\tau =dt{\Bigl (}1+{gx \over c^{2}}{\Bigr )}=dt{\Bigl (}1+{\phi  \over c^{2}}{\Bigr )}}Причем, результат верен только в пределе малых потенциалов. В той же статье Эйнштейна для однородной системы отсчета получено точное выражение. «Из того, что выбор начала координат не должен влиять на это соотношение, можно заключить, что оно должно быть заменено точным соотношением»:
{\displaystyle d\tau =dte^{gx/c^{2}}.}Эйнштейн, дав исчерпывающие ответы на вопрос о том как меняется время в ускоренной системе, поставил вопрос как меняется форма тела в ускоренных системах. Ответ тогда не был дан. Исчерпывающий ответ был получен в 1963 г. Гарри Лассом (Harry Lass).

## Однородно ускоренная система отсчета, ее метрика
Ласс решил одномерную задачу однородно ускоренной системы, используя принцип постоянства скорости света.
Ласс рассмотрел систему отсчета {\displaystyle O'XYZ}, ускоряющуюся вдоль оси {\displaystyle x} относительно инерциальной системы координат {\displaystyle Oxyz}. Далее, постулировав, что {\displaystyle dX/dT=\pm c}, и {\displaystyle dx/dt=\pm c} (координатная скорость света инвариант), получил преобразование{\displaystyle x={\frac {c^{2}}{g}}\left[e^{gX/c^{2}}\cosh {\frac {gT}{c}}-1\right]}и{\displaystyle t={\frac {c}{g}}e^{gX/c^{2}}\sinh {\frac {gT}{c}}.}Важно, что метрика системы Ласса {\displaystyle ds^{2}=c^{2}dt^{2}-dx^{2}-dy^{2}-dz^{2}=e^{2gX/c^{2}}[c^{2}dT^{2}-dX^{2}]-dY^{2}-dZ^{2}=g_{\alpha \beta }(X)dX^{\alpha }dX^{\beta }}удовлетворяет вакуумному уравнению Эйнштейна, т.е. {\textstyle R_{ik}=0}.
Система отсчета Ласса напоминает систему Меллера (C. Møller) (1943), которая известна так же под названием системы Риндлера (W. Rindler). В тех же координатах система Меллера{\displaystyle x={\frac {c^{2}}{g}}\left[\left(1+{\frac {gX}{c^{2}}}\right)\cosh {\frac {gT}{c}}-1\right]}и{\displaystyle x={\frac {c^{2}}{g}}\left(1+{\frac {gX}{c^{2}}}\right)\sinh {\frac {gT}{c}}.}
В то время как система Ласса однородна и для нее верно {\textstyle \Gamma _{00}^{i}=g/c^{2}}для системы Меллера это равенство выполняется лишь приближенно.